# Ла-Вандю-Миньо
Ла-Вандю́-Миньо́ (фр. La Vendue-Mignot) — коммуна во Франции, находится в регионе Шампань — Арденны. Департамент — Об. Входит в состав кантона Буйи. Округ коммуны — Труа.
Код INSEE коммуны — 10402.
Коммуна расположена приблизительно в 155 км к юго-востоку от Парижа, в 95 км южнее Шалон-ан-Шампани, в 16 км к югу от Труа.

## Население
Население коммуны на 2008 год составляло 243 человека.
| 1962 | 1968 | 1975 | 1982 | 1990 | 1999 | 2008 |
| ---- | ---- | ---- | ---- | ---- | ---- | ---- |
| 135  | 125  | 129  | 183  | 243  | 246  | 243  |

## Экономика
В 2007 году среди 176 человек в трудоспособном возрасте (15—64 лет) 124 были экономически активными, 52 — неактивными (показатель активности — 70,5 %, в 1999 году было 79,2 %). Из 124 активных работали 114 человек (57 мужчин и 57 женщин), безработных было 10 (8 мужчин и 2 женщины). Среди 52 неактивных 19 человек были учениками или студентами, 21 — пенсионерами, 12 были неактивными по другим причинам.